# Garden Ruin
| Совокупная оценка    | Совокупная оценка |
| Источник             | Оценка            |
| -------------------- | ----------------- |
| Metacritic           | 75/100            |
| Оценки критиков      |                   |
| Источник             | Оценка            |
| AllMusic             | [ 1 ]             |
| The A.V. Club        | B+                |
| Entertainment Weekly | B+                |
| The Guardian         | [ 5 ]             |
| Pitchfork            | 8.1/10            |
| PopMatters           | 6/10              |
| The Skinny           | [ 8 ]             |
| Slant Magazine       | [ 9 ]             |
| Spin                 | [ 10 ]            |
| Uncut                | 4/5               |

Garden Ruin — пятый студийный альбом американской инди-рок-группы Calexico, вышедший 11 апреля 2006 года на лейбле Quarterstick Records, дочернем подразделении Touch and Go Records. Альбом спродюсировали Джоуи Бёрнс и Джон Конвертино, два основных участника группы и JD Foster. Пластинка стала первым альбомом Calexico, в котором не было инструментальных композиций, вместо этого группа сделала ставку на более прямой, поп-стиль. Отказавшись от того, что было описано как «инди-марьячи», группа изменила направление своей музыки, и в результате получился более простой альбом в стиле инди-рок.
По состоянию на 2009 год альбом был продан тиражом 46 000 копий в США.

## Композиции
На своём пятом альбоме группа Calexico расширило ее звучания, включив в него более попсовые элементы. И после многих лет известности — справедливо или нет — в качестве инди-группы марьячи, Calexico почувствовали себя в рамках своей самобытности. Как и Feast of Wire, Garden Ruin заставляет их двигаться дальше, на более песенную, доступную территорию (их сотрудничество и выступления с такими группами, как Wilco и Iron & Wine, возможно, также вдохновили их на снижение театральности). Временами, как, например, на «Yours and Mine», группа отклоняется в сторону типичного альт-кантри и в итоге звучит слишком сдержанно и зрело. Однако красивые мелодии «Panic Open String» и «Bisbee Blue» (теплая песня о любви к Бисби, штат Аризона, где был записан альбом), а также певцы/сонграйтеры 70-х в «Lucky Dime» доказывают, что группа может подстроить поп-музыку под звучание Calexico, а не наоборот.  Песня «Cruel», в которой говорится о коррупции в окружающей среде, напоминает классическое звучание Calexico с ее обморочной педальной сталью, духовыми и струнными, а «Roka» — это призрачный, но сексуально звучащий дуэт, который повторяет самые потрясающие моменты группы. В «Letter to Bowie Knife» (которая звучит как кузина их фантастического кавера на песню Love «Alone Again Or?») тексты вроде «This world’s an ungodly place» сочетаются с жизнерадостной мелодией — один из проверенных временем трюков Calexico. Аналогично, самая нежная и интимная баллада называется «Smash» — но даже в этой относительно тихой песне слышны громовые раскаты литавр. Кроме того, группа больше, чем в прошлом, играет рок — искренне в «Deep Down» и с настоящей болью в поразительном финальном треке Garden Ruin «All Systems Red».

## Отзывы
Альбом получил положительные отзывы музыкальных критиков.
Хизер Фарес из AllMusic отметил, что «Без инструментальных композиций — впервые на альбоме Calexico — и с меньшим акцентом на сложные аранжировки, Garden Ruin представляет собой почти мейнстримовую версию Calexico, но с неоднозначными результатами. Хотя шепелявый вокал Джоуи Бернса помогает сделать Garden Ruin изначально более тихим, чем он есть на самом деле, по ходу альбома становится ясно, что Calexico не полностью отказались от своего таланта к ярким аранжировкам и драматизму. Они просто направили его в другое русло. В конечном счете, этот альбом представляет собой более натуралистичный подход к звучанию Calexico; то, что он менее стилизован, не означает, что он менее интересен — просто требуется немного больше времени, чтобы сила Garden Ruin раскрылась».

## Список композиций
| №                   | Название                       | Автор(ы)                                                        | Длительность |
| ------------------- | ------------------------------ | --------------------------------------------------------------- | ------------ |
| 1.                  | «Cruel»                        | Joey Burns, John Burns                                          | 3:59         |
| 2.                  | «Yours and Mine»               | Joey Burns, John Convertino                                     | 2:30         |
| 3.                  | «Bisbee Blue»                  | Joey Burns, John Burns, JD Foster, John Convertino, Dan Coleman | 2:48         |
| 4.                  | «Panic Open String»            | Joey Burns, John Convertino                                     | 4:09         |
| 5.                  | «Letter to Bowie Knife»        | Joey Burns, John Burns                                          | 3:06         |
| 6.                  | «Roka (Danza de la Muerte)»    | Joey Burns                                                      | 3:42         |
| 7.                  | «Lucky Dime»                   | Joey Burns, John Convertino                                     | 2:33         |
| 8.                  | «Smash»                        | Joey Burns, John Burns                                          | 3:45         |
| 9.                  | «Deep Down»                    | Joey Burns                                                      | 4:31         |
| 10.                 | «Nom de Plume»                 | Paul Niehaus, Joey Burns                                        | 3:19         |
| 11.                 | «All Systems Red»              | Joey Burns, John Convertino, JD Foster                          | 6:09         |
| 12.                 | «Landing Field» (bonus track)  | Joey Burns, JD Foster                                           | 3:46         |
| 13.                 | «Cast Your Coat» (bonus track) | Joey Burns                                                      | 3:46         |
| Общая длительность: | Общая длительность:            | Общая длительность:                                             | 40:31        |

## Чарты
| Чарт                               | Высшая позиция |
| ---------------------------------- | -------------- |
| Великобритания (UK Albums, OCC)    | 76             |
| США Billboard 200                  | 156            |
| США Heatseekers Albums (Billboard) | 3              |
| США Independent Albums (Billboard) | 14             |
| США Tastemakers (Billboard)        | 6              |